# Colin Smith (Hispanist)
Christopher Colin Smith (* 27. September 1927 in Brighton; † 16. Februar 1997 in Cambridge) war ein englischer Hispanist und Lexikograph.
Smith war Professor an der Universität von Cambridge und Autor des Wörterbuchs Collins Spanish-English/English-Spanish Dictionary. Er widmete sich der Erforschung der mittelalterlichen, altkastilischen Epik. Smith studierte und gab eine Edition des kastilischen Heldepos Cantar del Mio Cid heraus und bereicherte die Diskussion zu diesem Werk mit neuen Erkenntnissen.

## Schriften
- (Hrsg.): Poema de mio Cid. Madrid 1976, ISBN 84-376-0060-X.
- The making of the Poema del Mio Cid. Cambridge 1983, ISBN 0-521-24992-9.

| Personendaten    | Personendaten                        |
| ---------------- | ------------------------------------ |
| NAME             | Smith, Colin                         |
| ALTERNATIVNAMEN  | Smith, Christopher Colin             |
| KURZBESCHREIBUNG | englischer Hispanist und Lexikograph |
| GEBURTSDATUM     | 27. September 1927                   |
| GEBURTSORT       | Brighton                             |
| STERBEDATUM      | 16. Februar 1997                     |
| STERBEORT        | Cambridge                            |